# Губанов, Олег Анатольевич
Олег Анатольевич Губанов (7 июня 1977, Волгоград) — российский футболист, полузащитник.

## Биография
Воспитанник спортивного клуба «Баррикады» (Волгоград), первые тренеры — В. Втюрин и А. Волков. С 1997 года выступал во взрослых соревнованиях, играя в третьей и второй лигах за дубль волгоградского «Ротора», а также за клубы Волгоградской области — «Ротор» (Камышин) и «Торпедо» (Волжский).
С 2000 года в течение шести сезонов выступал за клуб из Саранска, носивший названия «Светотехника»/«Лисма-Мордовия»/«Мордовия», провёл в его составе около 200 матчей. Трёхкратный победитель зоны «Поволжье» второго дивизиона, по итогам 2002 года со своим клубом поднялся в первый дивизион, где провёл два сезона. Был капитаном команды. Обладатель клубного «приза зрительских симпатий» (2001). Во время своего второго прихода в «Мордовию» (2009) сыграл свой 200-й матч за клуб.
Затем играл за ряд других клубов первого и второго дивизионов — «Ладу» (Тольятти), «Энергетик» (Урень), «Волгу» (Ульяновск), «Нижний Новгород», снова за «Мордовию» и за «Звезду» (Рязань). В составе «Волги» в 2007 году стал победителем зонального турнира второго дивизиона. В «Нижнем Новгороде» был капитаном команды.
Всего за карьеру в первенствах России на профессиональном уровне сыграл 404 матча и забил 39 голов, в том числе в первом дивизионе — 101 матч и 4 гола, во втором дивизионе — более 270 матчей. В Кубках России сыграл 20 матчей и забил один гол. Принимал участие в игре 1/16 финала против московского ЦСКА в 2001 году.
В 2010 году завершил профессиональную карьеру, после чего несколько лет играл за любительские клубы Волгоградской области. До начала 2020-х годов продолжал играть за «Урожай» (Елань), стал обладателем Кубка Волгоградской области 2019 года.

## Достижения
- Победитель второго дивизиона России: 2000, 2001, 2002 (зона «Поволжье»), 2007 (зона «Урал-Поволжье»)